# Malak Zaid Alkilani
Malak Zaid Alkilani (en arabe : ملاك زيد الكيلاني), née le 3 mars 2004 à Casablanca, est une footballeuse internationale marocaine qui joue au poste d'ailière au Sporting Casablanca.
Jouant pour l'équipe nationale futsal, elle est la première joueuse de l'histoire de la sélection marocaine à inscrire un but à la Coupe d'Afrique de cette discipline.

## Carrière en club
La carrière de Malak Zaid Alkilani débute au Racing AC où elle se forme avant de rejoindre, durant l'intersaison 2024, le club voisin du Wydad AC qui évolue dans l'élite.

## Carrière internationale

### Équipe du Maroc futsal

#### Débuts
Ses performances en club lui permettent de recevoir un appel de Sara Merino Ojeda pour une série de stage en équipe du Maroc futsal.
Avant ceci, elle côtoie la sélection nationale futsal des moins 20 ans entraînée par El Mehdi Nyami El Idrissi et dispute deux matchs amicaux contre l'équipe A du Koweït les 17 et 20 février 2024 au Koweït. Si le Maroc remporte la première manche (4-2), il fait match nul lors de la deuxième (2-2). Malak Zaid Al Kilani est buteuse lors de la deuxième rencontre,.
C'est sous la houlette de la technicienne espagnole, qu'elle dispute ses premiers matchs internationaux avec l'équipe A, contre l'Argentine les 17 et 18 mars 2024 dans le cadre d'une double confrontation amicale organisée au Complexe Mohammed VI de football. Le Maroc s'incline lors des deux rencontres (6-1 et 5-4),.
Après avoir disputé un tournoi en Croatie durant le mois de juin de la même année, elle reçoit un appel du sélectionneur Adil Sayeh pour disputer un tournoi international au Brésil dans la ville de Xanxerê qui se tient début août,. Confrontées à des nations expérimentées (face au Brésil, l'Argentine et le Paraguay), le Maroc termine à la dernière place du tournoi avec quatre défaites en autant de matchs. Malak Zaid Alkilani participe à l'ensemble des matchs sauf celui de la 3e place.
Le mois qui suit, l'équipe nationale se déplace à Madrid pour affronter l'Espagne dans une double confrontation amicale les 10 et 11 septembre. Le Maroc s'incline lors des deux rencontres. La première, sur le score de 10-1, tandis que la deuxième voit les Espagnoles s'imposer 6 à 0. Alkilani participe aux deux rencontres.
Le Maroc reçoit par la suite le Bahreïn et l'Ouzbékistan en matchs de préparation durant le mois d'octobre. Le mois qui suit, elle est de nouveau convoquée pour disputer deux doubles confrontations amicales respectivement face à l'Irak et la République tchèque. Alkilani participe à l'ensemble des matchs et marque un but face à l'Irak lors de la première rencontre le 29 novembre 2024. Le mois suivant, le Maroc reçoit la Finlande pour deux oppositions amicales les 14 et 15 janvier 2025 au Complexe Mohammed VI. Buteuse et passeuse lors de la deuxième rencontre, Malak Zaid Alkilani prend part à ces deux matchs qui voient le Maroc perdre la première manche (5-1) et remporter la deuxième (4-3).

#### Coupe d'Afrique des nations 2025: Le Maroc sacré
Dans le cadre des préparations à la CAN 2025, le Maroc reçoit le Sénégal pour deux matchs amicaux, les 25 et 26 mars au Complexe Mohammed VI. Alkilani ne participe qu'à la première rencontre (victoire, 13-0).
Le 12 avril 2025, la fédération marocaine annonce la liste des joueuses sélectionnées pour disputer la CAN. Malak Zaid Alkilani fait partie des joueuses retenues par Adil Sayeh,.
Après s'être imposé face à la Namibie (8-1) et le Cameroun (7-1) en phase de groupe, le Maroc élimine l'Angola en demi-finale (5-1) et décroche ainsi sa qualification pour la Coupe du monde 2025. Les Marocaines remporte le tournoi après avoir vaincu les Tanzaniennes en finale (3-2),,,. Malak Zaid Alkilani qui participe à toutes les rencontres, inscrit deux buts durant la compétition (face à la Namibie et au Cameroun) et elle délivre une passe décisive à Jasmine Demraoui sur le but victorieux qui offre le titre au Maroc.

#### Coupe du monde 2025
Dans le cadre des préparations à la Coupe du monde 2025, elle est sélectionnée pour participer à un tournoi international en Croatie du 18 au 22 juin 2025. Le Maroc termine troisième de ce tournoi après deux victoires contre la Croatie (3-2) et contre le Groenland (5-0) et deux défaites contre la Pologne (4-1) et la République tchèque (3-0). Alkilani participe à l'ensemble des matchs et inscrit un but face au Groenland.
Quelques semaines plus tard, elle est convoquée pour participer au tournoi international au Brésil organisé dans la ville de Xanxerê du 20 au 24 août 2025. Ledit tournoi connait la participation du pays organisateur, de la Colombie et du Guatemala.

## Palmarès

### En club
Wydad Athletic Club
- Vainqueur du tournoi de la fête de l'Indépendance : 2024[23]

### En sélection
Équipe du Maroc futsal
- Coupe d'Afrique des nations :
  -  Championne : 2025
- Tournoi de Croatie « Futsal Week » : 
  -  3e place : 2025